# Эскович, Нина Леонтьевна
Нина Леонтьевна Эскович (16 января 1911, Рославль — 1994, Москва) — русская советская поэтесса, автор лирических стихов.
Родилась в Рославле Смоленской губернии, однако с 6 лет жила в Москве. Окончила Московский электромеханический институт инженеров транспорта (1932). По словам самой поэтессы, её дальнейшая работа — инженером на железной дороге — оказала влияние на её творчество.
В 1965 году выпустила первую книгу стихов «Лебяжий рукав», замеченную критикой. В следующем году по рекомендации Бориса Слуцкого была принята в Союз писателей СССР. Впоследствии в издательстве «Советский писатель» вышли ещё четыре сборника стихов и поэм. 
Тематика стихов — о войне как духовном испытании, в том числе о блокадном Ленинграде, о материнстве, о судьбах сверстников, любовная лирика.
Супруг поэтессы — Фёдор Фоломин, дочь Татьяна.
Сочинения:
- Лебяжий рукав [Текст] : Стихи. [Синий полдень] : [Поэма]. - Москва : Сов. писатель, 1965. - 128 с.; 16 см.
- Дивинец [Текст] : стихи и поэмы ["Волчий виноград". "Картина без рамы"] / [Ил.: А. И. Гольдман]. - [Москва] : [Сов. писатель], [1971]. - 128 с. : ил.; 17 см.
- Крылатый причал [Текст] : Стихи, поэмы / Нина Эскович ; [Худож. М. В. Эльконина]. - Москва : Сов. писатель, 1976. - 134 с. : ил.; 17 см.
- За первым взглядом : Стихи / Нина Эскович. - М. : Сов. писатель, 1983. - 152 с. : портр.; 16 см.
- Негасимый декабрь : Стихотворения и поэмы / Нина Эскович; [Худож. М. Эльконина]. - М. : Сов. писатель, 1987. - 366,[1] с. : ил.; 17 см.